# 阿尔戈斯河
阿尔戈斯河（法語：Argos，法語發音：[aʁɡos]）是法国卢瓦尔河地区大区曼恩-卢瓦尔省的河流，是韦尔泽河的右支流，长30.2千米，发源自沙兰拉波特里，于圣热姆当迪涅流入韦尔泽河。